# Покровка (Фалештський район)
Покровка (рум. Pocrovca) — село у Фалештському районі Молдови. Входить до складу комуни, адміністративним центром якої є село Чолаку-Ноу.

## Населення
За даними перепису населення 2004 року у селі проживали 163 особи.
Національний склад населення села:
| Національність       | Кількість осіб | Відсоток |
| -------------------- | -------------- | -------- |
| молдавани            | 83             | 50,9%    |
| українці             | 79             | 48,5%    |
| інша / без відповіді | 1              | 0,6%     |
| Всього               | 163            | 100%     |